# Hale Asaf
Hale Asaf (Kadıköy, Istanbul, maig de 1905 - París, 31 de maig de 1938) fou una pintora turca. El 1927 es traslladà a París i estudià l'Académie de la Grande Chaumiére fins a l'any 1928. L'escriptora turca Burcu Pelvanoğlu va publicar el 2007 un llibre dedicat a Hale Asaf, amb el títol "Hale Asaf, Türk Resim Sanatında Bir Dönüm Noktası".

## Pintures

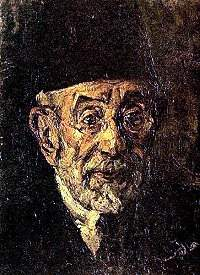
Retrat del seu pare
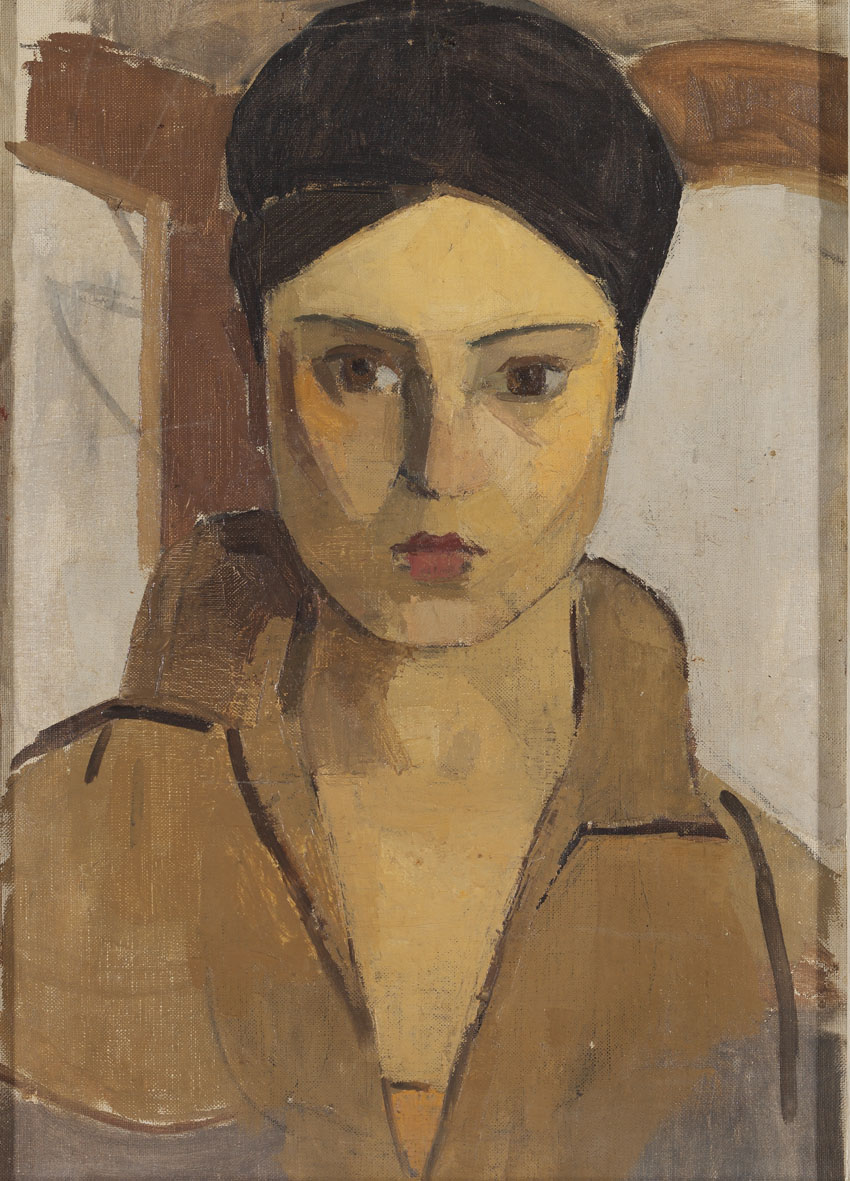
Autorretrat
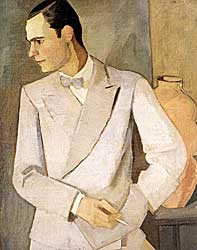
Retrat de İsmail Hakkı Oygar, el seu marit i ceramista
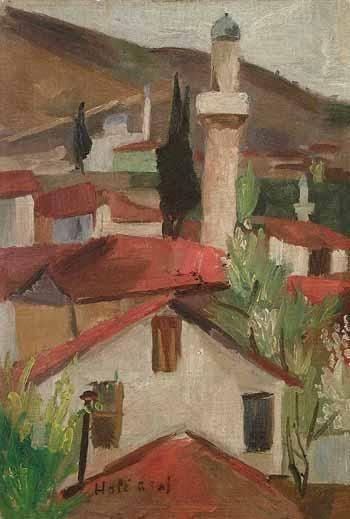
Bursa